# Moskowskaja (obwód kirowski)
Moskowskaja (ros. Московская) – wieś (dieriewnia) w Rosji, w obwodzie kirowskim, w rejonie afanasjewskim. W 2010 liczyła 238 mieszkańców.